# Буджак Михайло Васильович
Миха́йло Васи́льович Буджа́к (нар. 29 березня 1961, с. Кулачківці, Снятинський район, Івано-Франківська область) — український письменник, журналіст, краєзнавець.

## Життєпис
Народився 29 березня 1961 року у селі Кулачківці на Івано-Франківщині. Навчався на факультеті журналістики Львівського державного університету імені Івана Франка. Працював кореспондентом, завідувачем відділу, старшим редактором газет «Злагода» (м. Тлумач), «Агро» (с. Підгайчики), «Рідна Земля» (Івано-Франківськ), прес-секретарем обласного управління лісового господарства. Автор більше тисячі газетних статей.
1991 року переміг у Всеукраїнському конкурсі журналістів «Дебют». Член НСПУ з 2019 року.

## Добірка
Є автором книг:
- Художньо-документальний нарис «По забутих стежках» (з історії м. Тлумача, 1993, 2001, 2013 роки);
- «Загублене скерцо» (медитації, або молитви на два голоси; Івано-Франківськ: ПП «Сімик», 2013 р.);
- «Петрівщина» (книга прощ та медитацій; Івано-Франківськ: ПП «Сімик», 2017 р.);
- «Зозулині черевички» (легенди; Івано-Франківськ: Ярина, 2019 р.).
- «Ін'єкція» (новели, оповідання), Івано-Франківськ, Ярина, 2024 р.

### Збірок нарисів
- «Золоте жниво землі Тлумацької» (книга перша; Івано-Франківськ: Ярина, 2008 р.), «Нова Зоря» (книга друга; Івано-Франківськ: Ярина, 2017 р.);
- «Бережничі Карпат» — про відомих лісівників Івано-Франківщини (Івано-Франківськ: «Нова Зоря», 2006 р.).

### Спогади
- «Зелені собори Василя Вереса» (2007 р., «Місто НВ»);
- календар-альманах «Дністрове перевесло» (Івано-Франківськ: ПП «Сімик», 2016 р.);
- «Український календар» (2013 р.).

Записав та впорядкував збірки народних казок:
- «Срібний волосок» (1993 р., бібліотека журналу «Перевал»);
- «Чарівні горішки» (Львів: «Каменяр», 2002 р.);
- «Диво Сухої Долини» (Львів: «Каменяр», 2003 р.);
- «Кам'яна корона» (Івано-Франківськ: ПП «Сімик», 2015 р.);
- «Перстень з дванадцятьма вічками» (Івано-Франківськ: ПП «Сімик», 2016 р.);
- «Скарби старого замку» (народна проза одного села; (Івано-Франківськ: Місто НВ, 2016 р.);
- «Казки Ділу», книга перша (2021 р., «Місто НВ»), книга друга (Івано-Франківськ: Місто НВ, 2023 р.); диплом "Краща книга Прикарпаття — 2023, книга третя (Місто НВ, 2024 р.).
- збірка притч «Дев'ята межа» (Івано-Франківськ: «Нова Зоря», 2004 р.);
- збірка притч «Сім вервиць» (2020 р., «Місто НВ»; відзначена, як «Краща книга Прикарпаття—2022»;
- збірка приказок, прислів'їв та порівнянь «Чільце» (2009 р. «Місто НВ», Івано-Франківськ); друге доповнене видання — ПП «Сімик», Івано-Франківськ, 2013 р.);
- збірка колядок і щедрівок «Бо ідуть до тебе три празники в гості» (Івано-Франківськ: «Нова Зоря», 2010 р.).
- з 2014 року за власні кошти видає книжкову серію «Галицьке вино».

## Нагороди
- Лауреат міської премії імені І. Макуха (Тлумач, 2006);
- Лауреат міжнародного конкурсу «ZeitClas—2018» (за краще оповідання, 2018 р.);
- Переможець міжнародного конкурсу «Свято Різдва» (2020 р.);
- Лауреат Міжнародного конкурсу короткої прози імені Василя Портяка (2022 р., 2024 р.);
- Переможець міжнародного літературного конкурсу з нагоди 125 років від дня народження Федеріко Госія Лорки (2023 р.);
- Лауреат VII Всеукраїнського літературного конкурсу імені Леся Мартовича (1 місце) (2023 р.);
- Переможець міжнародного конкурсу короткої прози «Zeitglas-2023».
- Переможець V міжнародного літературного конкурсу «Свято Різдва» (2024 р.);
- Лауреат премії імені Василя Скуратівського (2024 р.).
- Лауреат Міжнародного літературного конкурсу «Звичайне положення душі» з нагоди 215 років від дня народження М. В. Гоголя. (2 місце), 2024 р.
- Лауреат літературної премії імені Василя Стефаника (номінація «Новелістика») за книгу "Ін'єкція) (2025 р.).
- медаль «За заслуги перед Прикарпаттям».